# Fukagawa
Fukagawa (深川市, Fukagawa-shi) est une ville située dans la sous-préfecture de Sorachi, sur l'île de Hokkaidō, au Japon.

## Géographie

### Situation
Fukagawa est située dans la plaine d'Ishikari, dans le centre-ouest de l'île de Hokkaidō.

### Municipalités limitrophes
| Numata             | Obira    | Horokanai |
| Chippubetsu        | Fukagawa | Asahikawa |
| Moseushi, Takikawa | Akabira  | Ashibetsu |

### Démographie
En 2008, la ville de Fukagawa avait une population de 24 448 habitants, répartis sur une superficie de 529,12 km2 (densité de population de 50 hab./km2). Elle était de 18 477 habitants en juin 2024.

## Histoire
Le village de Fukagawa a été fondé en 1892. Il obtient le statut de bourg en 1918 puis de ville le 1er mai 1963.

## Transports
Fukagawa est desservie par deux lignes de la JR Hokkaido : la ligne Hakodate et la ligne Rumoi. La gare de Fukagawa est la principale gare de la ville.

## Jumelage
Fukagawa est jumelée avec Abbotsford au Canada. 